# Nowy Świat (Siemianowice Śląskie)
Nowy Świat – kolonia domów wielorodzinnych w Siemianowicach Śląskich, położona w środkowej części miasta, w rejonie ulic: Michałkowickiej, H. Kołłątaja, F. Deji oraz Żwirki i Wigury, w dzielnicy Centrum.
Zabudowa kolonii powstała w latach 30. XX wieku, natomiast w latach 2015–2020 przeszła rewitalizację. Przy kolonii powstał również plac zabaw oraz boisko. Z kolonią sąsiaduje ROD Nowy Świat, który w 2017 roku liczył 86 działek należących do 127 osób. Przy Nowym Świecie znajduje się położony przy ulicy Michałkowickiej przystanek Siemianowice Nowy Świat, na którym zatrzymują się autobusy kursujące na zlecenie ZTM. Wierni rzymskokatoliccy z Nowego Świata przynależą do parafii Zmartwychwstania Pańskiego.

## Historia

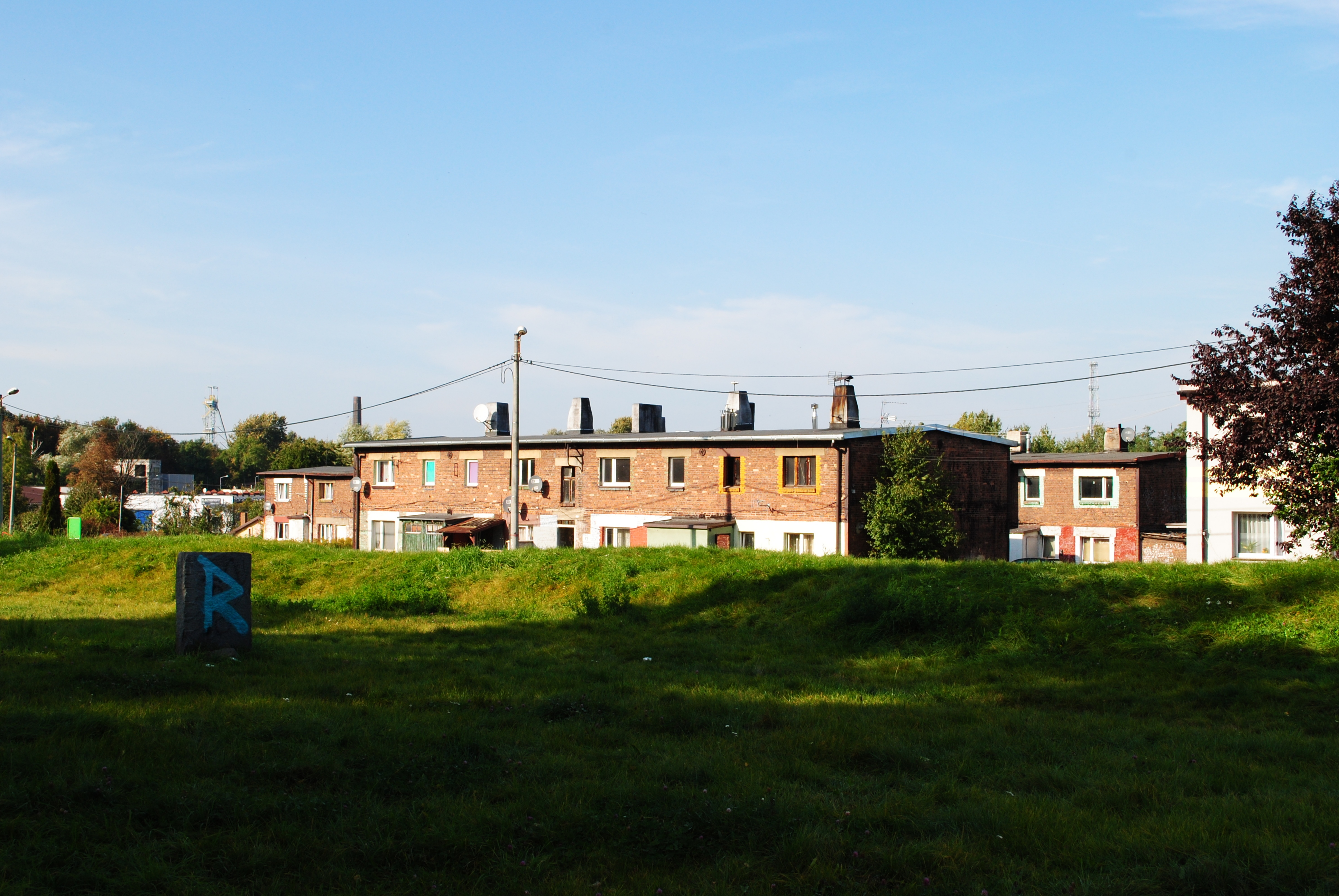
Nowsze budynki, położone w zachodniej części Nowego Świata

Kolonia domów mieszkalnych Nowy Świat zaczęła powstawać wiosną 1931 roku z inicjatywy gminy Siemianowice. Do listopada tego samego roku powstało łącznie 19 budynków mieszkalnych o konstrukcji żelaznej, w których powstało łącznie 156 mieszkań jednopokojowych z kuchnią, a do każdego z nich przydzielono niewielki ogródek. Powstał również dom handlowy, w którym znajdowały się placówki handlowe, w tym rzeźnik czy piekarnia, a na terenie Nowego Świata zagospodarowano również boisko do zabaw dla dzieci. W późniejszym czasie kolonię rozbudowano o budynki znajdujące się bliżej Michałkowic.
Władze miasta Siemianowice Śląskie przy wsparciu środków unijnych w 2015 roku rozpoczęły rewitalizację Nowego Świata. W ramach prac prowadzonych do 2020 roku wykonano termomodernizacji budynków mieszkalnych i remont części lokali mieszkalnych, zmodernizowano oświetlenie oraz nawierzchnie, a także powstała w pobliżu kolonii ścieżka rowerowa i plac zabaw. 
2 października 2015 roku na Nowym Świecie zorganizowano festyn na powitanie jesieni, podobny do zorganizowanych przez miasto wcześniej na Hugo. Festyn o podobnym charakterze zorganizowano 2 września 2016 roku na placu przy skrzyżowaniu ulicy H. Kołłątaja i ulicy Żwirki i Wigury. 9 września 2017 roku sąsiadujący z kolonią Rodzinny Ogród Działkowy Nowy Świat świętował 80-lecie powstania. Pod koniec sierpnia 2020 roku na Nowym Świecie ruszyła budowa boiska wielofunkcyjnego ze sztucznej nawierzchni do gry piłkę ręczną i koszykówkę. Wraz z nim powstały elementy małej architektury, w tym ławki, kosze na śmieci i stojaki rowerowe. Boisko oficjalnie oddano do użytku 2 października 2020 roku. W tej okazji zorganizowano przy nim festyn, a także turniej piłki nożnej dla dzieci. 